# Басин, Николай Петрович
Никола́й Петро́вич Ба́син (1844—1917) — русский архитектор, сын живописца Петра Васильевича Басина; академик Императорской Академии художеств (1874). Почётный член Дома милосердия (с 1889). Гласный Городской думы.

## Биография
Родился 25 июня (7 июля) 1844 года в семье профессора живописи Петра Васильевича Басина. Обучался в Императорской Академии художеств. Во время обучения награждался медалями: малая серебряная (1864) за «проект театра для губернского города», большая серебряная (1865) за «проект каменной сельской православной церкви на 150 прихожан», малая золотая (1866); большая золотая медаль (1868) за «проект здания консерватории». Получил звание классного художника архитектуры 1-й степени (1870) и был направлен ИАХ в пенсионерскую поездку за границу на 4 года. В 1874 году был удостоен звания академика архитектуры за проект «богатой гостиницы».
Работал архитектором Воспитательного дома (в 1874—1893 годах), дома призрения бедных императрицы Александры Фёдоровны (1877—1887 гг.), двора великого князя Николая Николаевича-старшего (1883—1892), а также архитектором страхового общества «Россия» и товарищества Новой бумагопрядильни. Являлся членом Петербургского общества архитекторов.
Умер в начале 1917 года.

## Адрес в Санкт-Петербурге
- Коломенская ул., д. 12

## Проекты

### Санкт-Петербург

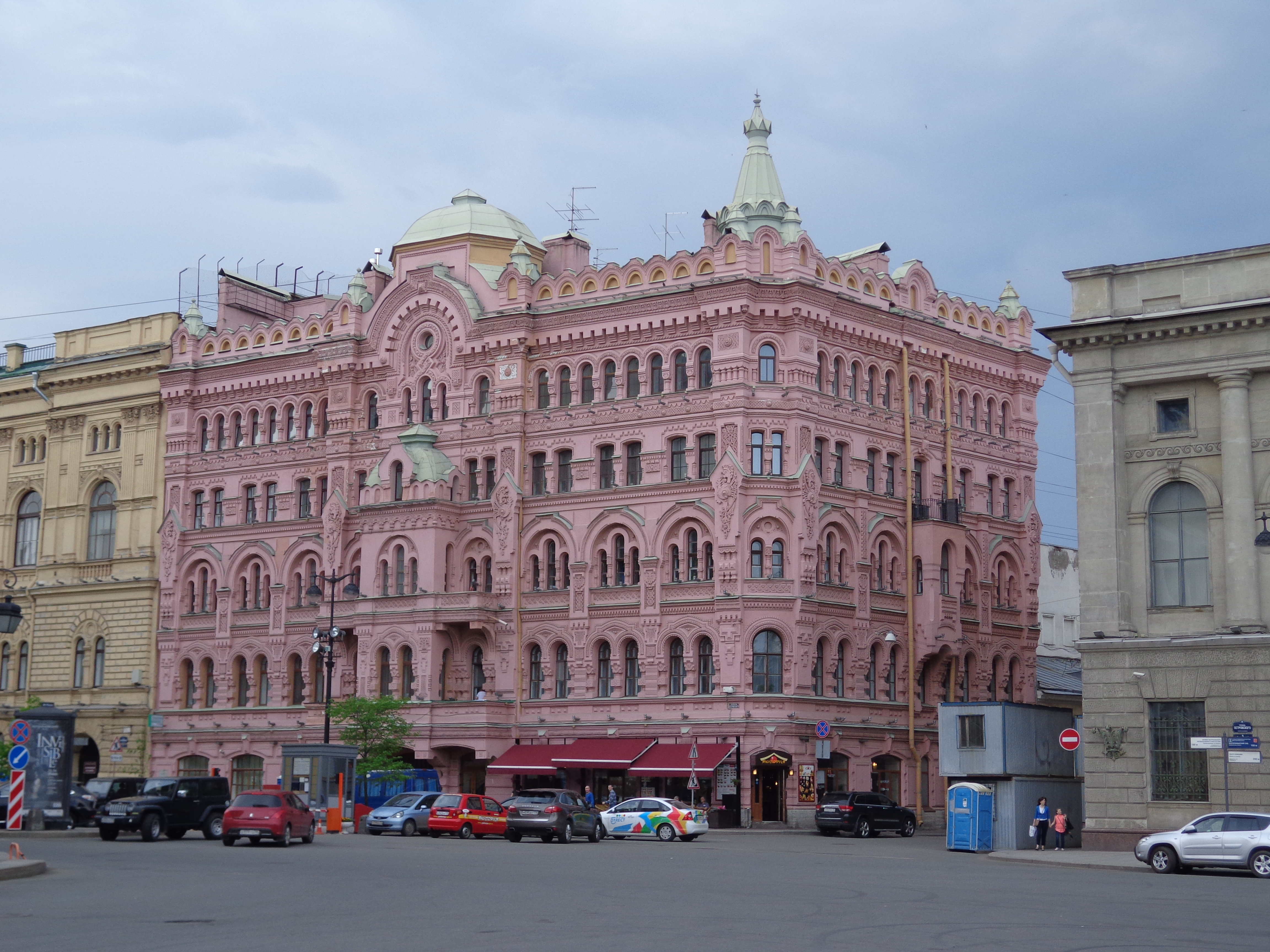
«Дом Басина» на площади Островского

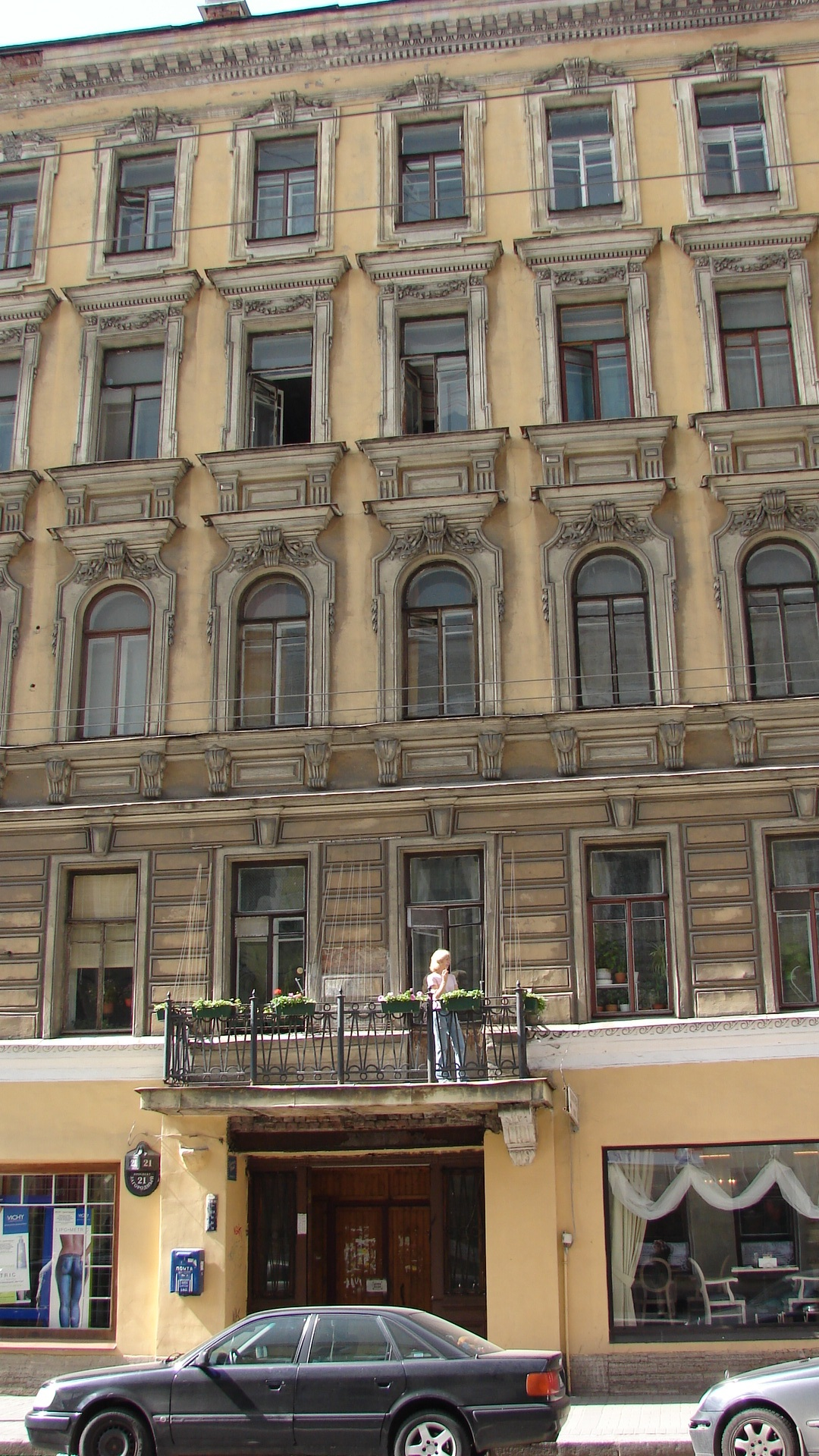
Загородный проспект, 21

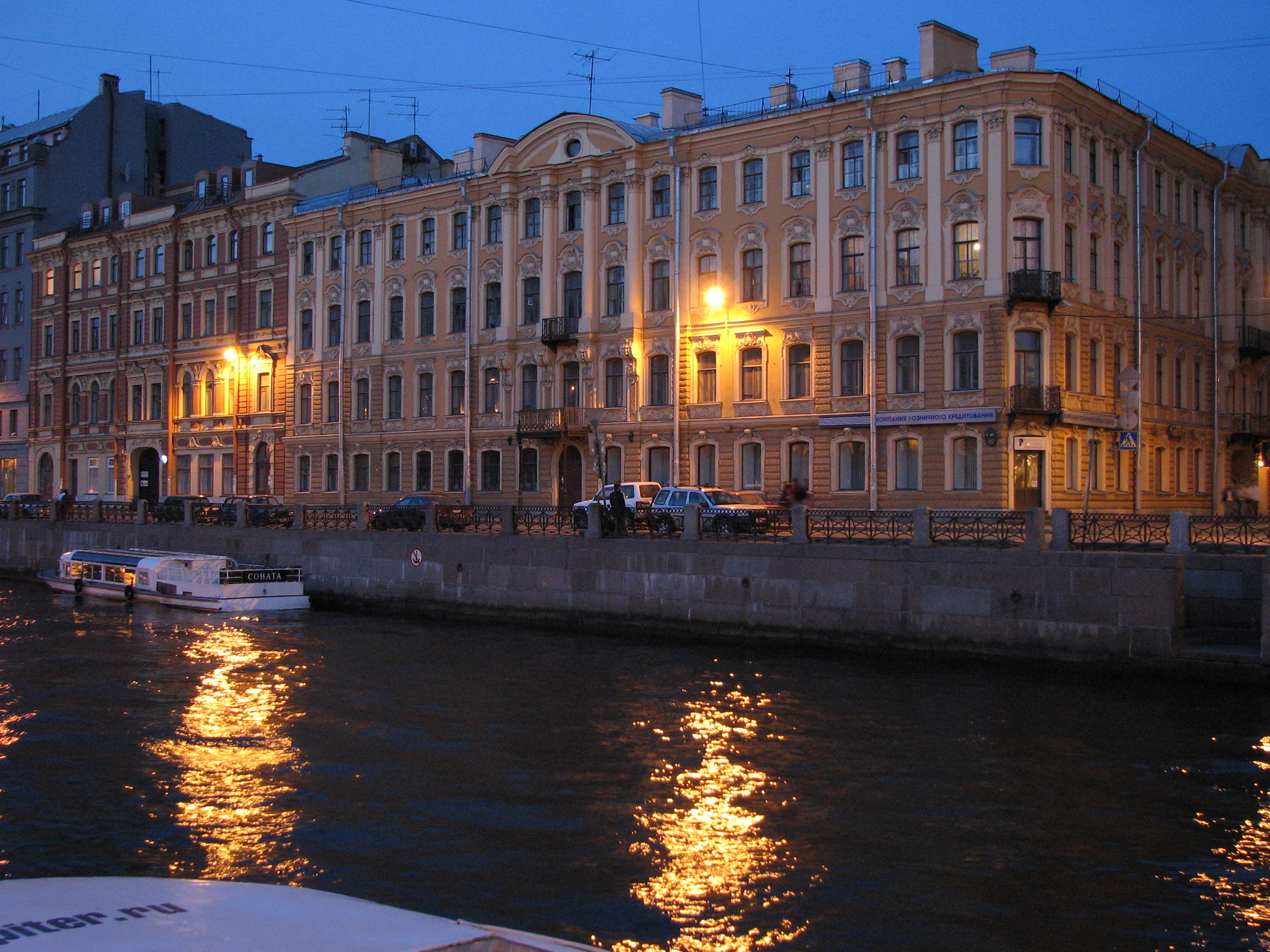
Мойка, 60 (дом слева)

- Набережная реки Мойки, д. 60 — здание гостиницы Н. И. Соболева «Россия». 1871—1872.
- 16-я линия, д. 7, двор — здания типографии М. О. Вольфа. 1877—1878.
- 1-я линия, д. 10 — особняк А. Н. Чичагова. Перестройка. 1878.
- Площадь Островского, д. 5 / переулок Крылова, д. 7 — доходный дом Н. П. Басина. 1878—1879 (возможно, при участии Н. Н. Никонова). Объект культурного наследия РФ № 7802377000,  памятник архитектуры (региональный)
- Улица Рубинштейна, д. 38/Загородный проспект, д. 9 — доходный дом П. В. Симонова. 1879—1880.
- Улица Достоевского, д. 23 — доходный дом. 1881—1882.
- Улица Достоевского, д. 25 — доходный дом. 1881—1882.
- Гороховая улица, д. 47, двор — склады Компании для хранения и залога движимых имуществ. Расширение. 1883.
- Улица Марата, д. 59 — доходный дом. 1884.
- Московский проспект, д. 18 — доходный дом. 1888.
- Улица Марата, д. 61 — доходный дом. 1896.
- Московский проспект, д. 20 — доходный дом. 1896—1898. Включён существовавший дом.
- Загородный проспект, д. 21—23 — доходный дом Г. К. Симонова. 1900—1901.
- Набережная Обводного канала, д. 60, правая часть — производственные здания товарищества Новой бумагопрядильной мануфактуры. 1900, 1903, 1906.
- Набережная Обводного канала, д. 132 — доходный дом. 1904.
- 4-я Красноармейская улица, д. 18б — доходный дом. 1906.
- 4-я Красноармейская улица, д. 18а — 5-я Красноармейская улица, д. 17 — доходный дом. 1908. Включён существовавший дом.
- 5-я Красноармейская улица, д. 9 / улица Егорова, д. 16 — доходный дом. 1910—1911.
- Люблинский переулок, д. 4 — доходный дом. 1911.

### Гатчина
- здание Учительской семинарии

### Череповец
- здание технического училища

### Москва
- Раушская электростанция